# Santa Cruz el Azufre
Santa Cruz el Azufre är en ort i Mexiko.   Den ligger i kommunen Amatán och delstaten Chiapas, i den sydöstra delen av landet, 700 km öster om huvudstaden Mexico City. Santa Cruz el Azufre ligger 477 meter över havet och antalet invånare är 179.
Terrängen runt Santa Cruz el Azufre är kuperad. Runt Santa Cruz el Azufre är det ganska tätbefolkat, med 78 invånare per kvadratkilometer. Närmaste större samhälle är Teapa, 10,6 km norr om Santa Cruz el Azufre. Omgivningarna runt Santa Cruz el Azufre är en mosaik av jordbruksmark och naturlig växtlighet.